# Madeleine Zillhardt

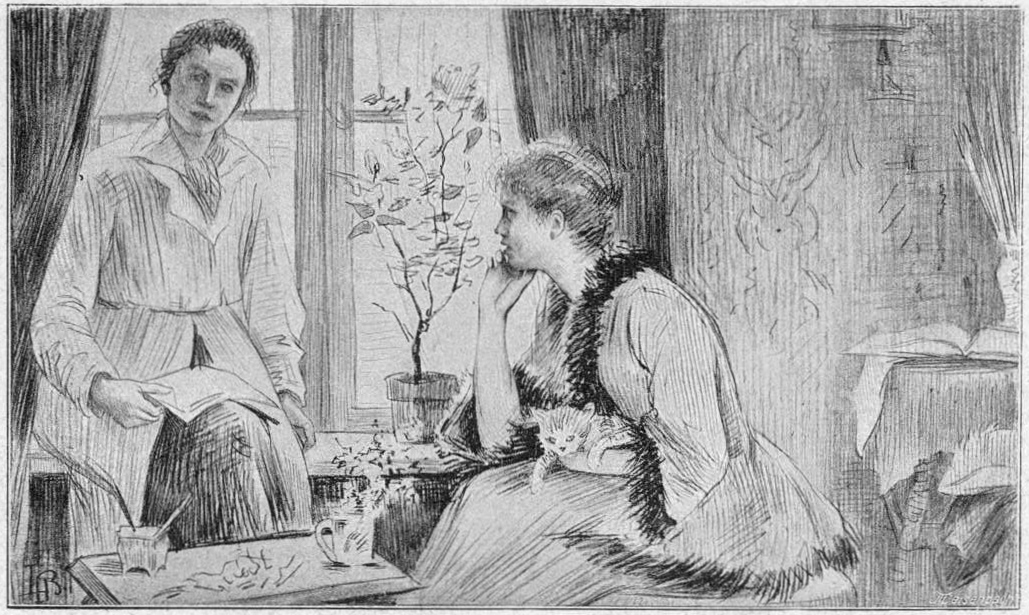
Dibujo para 'La Vie Pensive' con Madeleine Zillhardt por Louise Catherine Breslau

Madeleine Zillhardt (San Quintín, 10 de junio de 1863 – Neuilly-sur-Seine, 16 de abril de 1950) fue una pintora, escritora y decoradora francesa. Su vida y su carrera están vinculadas a otra artista, la pintora germano-suiza Louise Catherine Breslau, de quien fue pareja, musa e inspiradora. Vivieron juntas durante más de cuarenta años. Es, además, la hermana de la pintora Jenny Zillhardt.

## Trayectoria

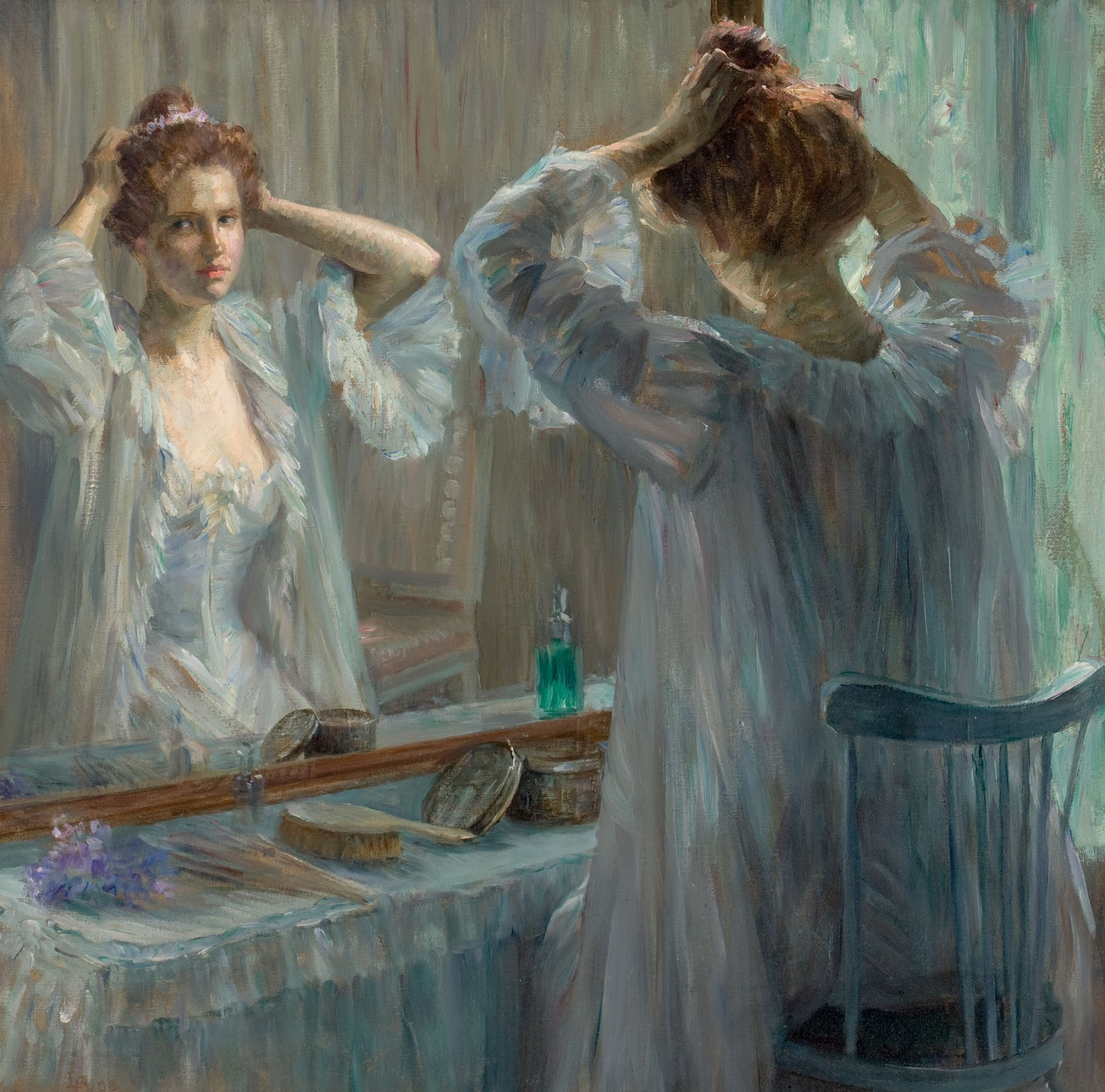
Madeleine Zillhardt por Louise Catherine Breslau. La Toilette (1898).

Zillhardt estudió, junto a su hermana, en la Academia Julian, escuela de arte y en ese momento única institución de educación artística abierta a las mujeres en París. Allí conoció a jóvenes artistas como ella: Anna Klumpke, Hermine David, Agnes Goodsir, Sarah Purser, Marie Bashkirtseff y a la "rival" de esta y su futura pareja, Louise Catherine Breslau, que la retrató por primera vez en 1884. 
Desde 1886, Breslau y Zillhardt estuvieron juntas. En 1887, Breslau crea 'Contre Jour', una de sus obras maestras, representando a la pareja que formó con Zillhardt en su intimidad. La pintura fue comprada por el gobierno suizo en 1896 y hoy está en el Museo de Bellas Artes de Berna. En 1908, Breslau pintó 'La Vie pensive', otra obra de la pareja, que ahora se exhibe en el Museo Cantonal de Bellas Artes de Lausana.
Zillhardt se convirtió en una de las decoradoras más originales de su época y Breslau tuvo un gran éxito en el mundo de la pintura. Las dos mujeres se convirtieron en una pareja esencial en la escena artística parisina, recibiendo a artistas como Henri Fantin-Latour, Auguste Rodin o Edgar Degas, de quien Zillhardt escribió una biografía. Durante la Primera Guerra Mundial, Zillhardt se distinguió por desmentir el bombardeo de civiles con obras como Fluctuat nec mergitur, París bombardeada, ejecutada en 1918 y ahora parte de las colecciones del Museo del aire y el espacio. También, junto a Breslau, pintaron retratos de soldados, enfermeras y médicos para darles a sus familias antes de irse al frente.  
Después de la guerra, la salud de Breslau declinó hasta su muerte el 12 de mayo de 1927 en París. Zillhardt pasó el resto de su vida tratando de perpetuar el trabajo de su compañera con donaciones a varios museos. No permitió que el trabajo de su pareja se dispersara demasiado y gracias a ella hoy está en colecciones internacionales. En Saint-Quentin (su ciudad natal), el 'Musée Antoine Lécuyer' exhibe 'Sous la lampe. Retrato de Madeleine Zillhardt'.
Una calle de París, ubicada en el distrito 6, se llama plaza Louise-Catherine-Breslau-et-Madeleine-Zillhardt.

## La barcaza Louise-Catherine
En 1928 Zillhardt compró la barcaza de hormigón 'Lieja' en París para ponerla a disposición del Ejército de Salvación. Con el apoyo de Winnaretta Singer, princesa de Polignac y heredera de la compañía de máquinas de coser Singer, la barcaza fue rehabilitada por Le Corbusier en 1929. 
Según la voluntad de Madeleine Zillhardt, el barco tomó el nombre de Louise-Catherine en homenaje a Breslau, y se convirtió en un refugio para las personas sin hogar en invierno y en un campamento para niños y niñas en verano. Permanecía amarrado a orillas del Sena, en el Puente de las Artes y en el Puente de Austerlitz. 
En 2006, el barco pasó a manos de la Fundación Le Corbusier. El 10 de febrero de 2018 se hundió accidentalmente durante la inundación del Sena en París. La barcaza Louise-Catherine todavía se encuentra en el Pont d'Austerlitz, esperando un posible proyecto de renovación.

## Obra
- Madeleine Zillhardt. Louise-Catherine Breslau et ses amis, París, Éditions des Portiques, 1932.
- Monsieur Edgar Degas, París, L'Echoppe, nueva edición 2015.